# Kovy řeší dějiny
Kovy řeší dějiny je český dokumentární film, který měl premiéru 31. března 2020 na televizní stanici ČT2. Průvodcem dokumentu je influencer Karel „Kovy“ Kovář, který se zaměřuje na problematiku výuky moderních dějin českých školách. Dle výzkumů totiž výuka někdy končí druhou světovou válkou a na moderní dějiny nezbude prostor. Dále se zabývá stylem výuky dějepisu, rozličnými přístupy a metodami učitelů. Za účelem dokumentu se štábem objel české školy a snažil se najít řešení této problematiky především se studenty, ale i s pedagogy, řediteli, odborníky a setkal se i s ministrem školství Robertem Plagou. Režisérem a scenáristou dokumentu je Ivo Bystřičan.